# Ghost Rider (motorcykelförare)
Ghost Rider är en pseudonym för en eller flera motorcykelförare som i en serie filmer kör i hastigheter långt över de lagliga genom trafikerade gator. En av de mer uppmärksammade händelserna var en körning 2002 av de cirka 68 kilometerna från Stockholm till Uppsala på 14 minuter och 38 sekunder, vilket innebär en medelhastighet på 273,1 km/h.

## Filmografi
- Ghost Rider: The Final Ride (2003)
- Ghost Rider: Goes Wild (2003)
- Ghost Rider: Goes Crazy in Europe (2004)
- Ghost Rider: Goes Undercover (2006)
- Ghost Rider: Back To Basics (2008)
- Ghost Rider: 6.66, what the fuck... (2011)